# 이치하라군

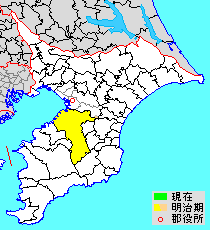
지바현 이치하라군의 위치

이치하라군(市原郡)은 일본 지바현(가즈사국)에 있던 군이다.

## 군역
1878년 행정 구역으로 발족 당시의 군역은, 현재의 행정 구역으로 대체로 아래 구역에 해당한다.
- 이치하라시 전역
- 지바시 미도리구의 일부

## 역사

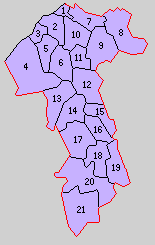
1.야와타정 2.고이촌 3.지구사촌 4.쓰루마키촌 5.도카이촌 6.우나카미촌 7.기쿠마촌 8.우루쓰촌 9.시토촌 10.이치하라촌 11.시사이촌 12.요로촌 13.도다촌 14.메이지촌 15.우치다촌 16.쓰로마이촌 17.다카타키촌 18.도미야마촌 19.헤이산촌 20.사토미촌 21.시라토리촌

- 1889년 4월 1일 - 정촌제 시행에 따라 이차하라군에 아래의 정촌이 발족. 따로 적은 곳 외는 현 이치하라시.(1정 20촌)
  - 야와타정(八幡町)
  - 고이촌(五井村)
  - 지구사촌(千種村)
  - 쓰루마키촌(鶴牧村)
  - 도카이촌(東海村)
  - 우나카미촌(海上村)
  - 기쿠마촌(菊間村)
  - 우루쓰촌(湿津村)
  - 시토촌(市東村): 현 이치하라시,  지바시 미도리구
  - 이치하라촌(市原村)
  - 시사이촌(市西村)
  - 요로촌(養老村)
  - 도다촌(戸田村)
  - 메이지촌(明治村)
  - 우치다촌(内田村)
  - 쓰루마이촌(鶴舞村)
  - 다카타키촌(高滝村)
  - 도미야마촌(富山村)
  - 헤이산촌(平三村)
  - 사토미촌(里見村)
  - 시라토리촌(白鳥村)
- 1891년
  - 1월 9일 - 쓰루마이촌이 정제 시행으로 쓰루마이정(鶴舞町)이 됨.(2정 19촌)
  - 5월 20일 - 고이촌이 정제 시행으로 고이정(五井町)이 됨.(3정 18촌)
  - 6월 1일 - 쓰루마키촌이 정제 시행과 개칭으로 아네사키정(姉崎町)と이 됨.(4정 17촌)
- 1924년 7월 15일 - 메이지촌이 정제 시행과 개칭으로  우시쿠정(牛久町)이 됨.(5정 16촌)
- 1954년
  - 1월 15일 - 다카타키촌, 도미야마촌, 사토미촌, 시라토리촌이 합병하여, 가모촌(加茂村)이 발족.(5정 13촌)
  - 11월 3일 - 고이정과 도카이촌이 합병하여, 새로이 고이정이 발족.(5정 12촌)
  - 11월 15일 - 우시쿠정, 쓰루마이정, 도다촌, 우치다촌, 헤이산촌이 합병하여, 난소정(南総町)이 발족.(4정 9촌)
- 1955년
  - 2월 11일 - 우루쓰촌과 시토촌이 합병하여, 시즈촌(市津村)이 발족.(4정 8촌)
  - 3월 20일 - 고이정과 지구사촌이 합병하여, 새로이 고이정이 발족.(4정 7촌)
  - 3월 31일
    - 야와타정, 기쿠마촌이 합병하여, 이치하라정(市原町)が発足する.(4정 6촌)
    - 시사이촌, 요로촌이 합병, 정제 시행으로 산와정(三和町)이 발족.(5정 4촌)
    - 고이정 중 옛 지구사촌의 일부가 아네사키정에 편입.
- 1956년
  - 3월 25일 - 산와정과 우나카미촌이 합병하여, 새로이 산와정이 발족.(5정 3촌)
  - 7월 1일 - 이치하라촌의 동부가 이치하라정에, 서부가 고이정에 편입.(5정 2촌)
  - 9월 1일 - 산와정 중 옛 우나카미촌의 일부가 고이정에 편입.
  - 11월 25일 - 산와정 중 옛 우나카미촌의 일부가 고이정에 편입.
- 1961년 4월 1일 - 시즈촌이 정제 시행으로 시즈정(市津町)이 됨.(6정 1촌)
- 1963년 5월 1일
  - 시즈정의 일부가 산부군 도케정에 편입.
  - 이치하라정·고이정·아네사키정·산와정·시즈정이 합병하여, 이치하라시(市原市)가 발족, 군에서 이탈.(1정 1촌)
- 1967년 10월 1일 - 난소정·가모촌이 이치하라시에 편입. 이날 이치하라군이 소멸됨.

## 참고 문헌
- 지바현 지바군 교육회 편 (1916). 《지바현 이치하라군지》. 지바현 이치하라군.
- 「가도카와 일본 지명 대사전」 편집위원회, 편집. (1984년 3월 1일). 《가도카와 일본 지명 대사전》. 12 지바현. 가도카와 쇼텐. ISBN 4040011201.

## 같이 보기
- 이치하라시